# Шјаторска Буковинка
Шјаторска Буковинка (слч. Šiatorská Bukovinka) насељено је мјесто са административним статусом сеоске општине (слч. obec) у округу Лучењец, у Банскобистричком крају, Словачка Република.

## Становништво
| Година:    | 1994. | 2004.    | 2014.   | 2024.    |
| ---------- | ----- | -------- | ------- | -------- |
| Број људи: | 371   | 333      | 318     | 262      |
| Разлика:   |       | -10,24 % | -4,50 % | -17,61 % |

| Година:    | 2023. | 2024.   |
| ---------- | ----- | ------- |
| Број људи: | 268   | 262     |
| Разлика:   |       | -2,23 % |

Према подацима о броју становника из 2011. године насеље је имало 314 становника.